# Lacy in the Sky with Diamonds
Lacy in the Sky with Diamonds ist ein Jazzalbum von Roberto Ottaviano, Roberto Gallo und Ferdinando Faraò. Die am 7. und 26. September 2023 im Crossroad Recording Studio, Cologno Monzese, entstandenen Aufnahmen erschienen am 28. Juni 2024 auf Clean Feed Records.

## Hintergrund
„So wie Licht einen Diamanten durchdringt, so spaltet es einen Regenbogen; Farben verzerren sich, brechen sich und zerstreuen sich. In ganz ähnlicher Weise erhellt und leitet die forschende Leuchtkraft des Jazzpioniers Steve Lacy das [...] Album von Roberto Ottaviano, Danilo Gallo und Ferdinando Faraò, dessen unverwechselbares Erbe durch das Prisma vereinter Kreativität bewundert wird, wo, wie Lacy einst sagte, ‚die Natur der Kunst enthüllt wird‘“, hieß es in den Liner Notes des Albums.
Mit Lacy in the Sky with Diamonds (das Wortspiel im Titel mit „Lucy in the Sky with Diamonds“ ist den Liner Notes zufolge eine ironische Anspielung auf die Beatles und deren vermeintlichen Avantgarde-Modus, da ja die „Fab Four“ alle von Karlheinz Stockhausen bis Albert Ayler als Einflüsse auf das Album Sgt. Pepper’s Lonely Hearts Club Band erwähnen) würdigt das italienische Trio Ottaviano, Gallo und Faraò Lacys entschlossen forschende und leidenschaftliche Musik und begeht damit den 20. Jahrestag seines Todes, zu dem das Album erschien.

## Titelliste
- Roberto Ottaviano, Roberto Gallo & Ferdinando Faraò: Lacy in the Sky with Diamonds (Clean Feed CF674CD)[2]

1. Esteem (Lacy) 6:11
2. Deadline (Lacy) 5:52
3. Napping (Lacy) 5:36
4. And the Sky Weeps (Gallo, Faraó, Ottaviano) 3:32
5. No One Flew over the Cuckoo’s Nest (Gallo, Faraó, Ottaviano) 4:05
6. Bone / These Foolish Things (Steve Lacy, Harry Link, Jack Strachey) 7:00
7. The Owl (Lacy) 1:57
8. Hard Landing (Gallo, Ottaviano) 2:29
9. Diamond Flock Accident (Gallo, Faraó, Ottaviano) 4:03
10. Bound (Lacy) 4:17
11. Prospectus (Lacy) 5:30

## Rezeption

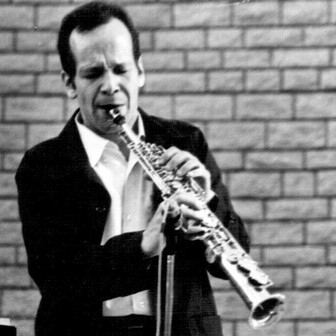
Steve Lacy (1976)

Roberto Ottaviano, Danilo Gallo und Ferdinando Faraò würden gleichberechtigt Lacys Musik spielen und schon vom Titel her „lysergische Überraschungen oder Improvisationen im Quadrat“ versprechen: denn schon ein Vokal kann einen bemerkenswerten Unterschied [zum Song „Lucy in the Sky with Diamonds“] machen, genau wie eine Note, hieß es in Jazz Network/Crossroads. Progressiv von Anfang an, als seine Musik auch nach Dixieland klang, so seltsam es im Nachhinein auch erscheinen mag, sei Lacy ein Verfechter der „brauchbaren“ Avantgarde gewesen, also perfekt strukturiert, thematisch reich an Ideen, deutlich geprägt vom durchdringenden Timbre des Sopransaxophons.
2004 sei mit Steve Lacy der solitäre Innovator des Sopransaxofons gestorben, hieß es im österreichischen Falter. Aus diesem Anlass und hörbar angelehnt an dessen stupende Fähigkeit, die sonoren Möglichkeiten des Instruments vollumfänglich auszureizen, hätten Roberto Ottaviano, Danilo Gallo und Ferdinando Faraò mit „Lacy in the Sky with Diamonds“ ein Album vorgelegt, das Lacys luzidem Konstruktivismus ebenso gerecht werde wie dessen ruppiger Expression und lyrischer Introvertiertheit.